# آساگیری، کوماموتو
آساگیری، کوماموتو (به لاتین: Asagiri, Kumamoto) یک منطقهٔ مسکونی در ژاپن است که در استان کوماموتو واقع شده‌است. آساگیری  ۱۵٬۳۸۸ نفر جمعیت دارد.